# Terminalia franchetii
Terminalia franchetii là một loài thực vật có hoa trong họ Trâm bầu. Loài này được Gagnep. miêu tả khoa học đầu tiên năm 1917.